# Pierre Kracht
Pierre Kracht (* 13. Januar 1986 in Iserlohn) ist ein ehemaliger deutscher Eishockeyspieler, der sieben Partien für die Iserlohn Roosters in der Deutschen Eishockey Liga (DEL) bestritt, den Großteil seiner Karriere aber in der Oberliga und Regionalliga verbrachte.

## Karriere
Kracht begann seine Karriere im Nachwuchs der Iserlohn Roosters, wo er sämtliche Jugendabteilungen durchlief und im Jahr 2004 mit der Juniorenmannschaft in der Junioren-Bundesliga spielte. Dort gehörte er zu den teamintern punktbesten Stürmern und erzielte in seinem ersten Jahr 32 Scorerpunkte in 18 Partien. Diese Punkteausbeute konnte er im folgenden Jahr steigern und konnte in den 26 Spielen, in denen er zum Einsatz kam, 50 Punkte erzielen. 
Zur Saison 2005/06 gehörte er dem Kader der zweiten Mannschaft der Iserlohn Roosters an, mit denen er folglich in der Regionalliga aktiv war. Dort konnte der Linksschütze ebenfalls überzeugen und zog somit das Interesse des damaligen Trainers der Roosters, Geoff Ward, auf sich, der ihn in der Spielzeit 2006/07 erstmals für den Profikader in der Deutschen Eishockey Liga nominierte. Kracht absolvierte in der Folgezeit sechs Partien in der höchsten deutschen Spielklasse. Im Rahmen des Kooperationsvertrags der Amateure der Iserlohn Roosters mit dem Ligarivalen EHC Dortmund wechselte der damals 21-jährige im Sommer 2007 nach Dortmund. Dort hatte einen großen Anteil am sportlichen Erfolg der Mannschaft, die letzten Endes das Play-off-Finale 2008 erreichen konnte. 
Kracht verließ den EHC nach nur einem Jahr wieder und unterschrieb einen Vertrag beim Oberligisten ESC Halle 04. Anfang Dezember 2008 bat er um eine vorzeitige Auflösung seines Vertrags bei den Halle Bulls Saale, da er zu wenig Eiszeit bekomme und sich deshalb erneut beim EHC Dortmund in der Regionalliga durchsetzten wolle. Somit kehrte er nach Dortmund zurück und unterschrieb einen Vertrag bei den Elchen. Mit dem EHC stieg Kracht anschließend in die Oberliga auf. Im Sommer 2009 trainierte Kracht wieder bei den Iserlohn Roosters, um sich für eine Förderlizenz zu empfehlen. Dies gelang ihm, sodass er anschließend zum Königsborner JEC wechselte und auch für das DEL-Team spielberechtigt war. Im November wechselte Kracht zu Lippe-Hockey-Hamm, kam aber aufgrund einer Verletzung nur in den Play-offs zum Einsatz.
Aufgrund einer neuen beruflichen Perspektive schloss Pierre Kracht sich im Sommer 2010 den Bad Kissinger Wölfen an und spielte fortan ausschließlich auf Amateurniveau. Dabei lief er für den EHC Stiftland Mitterteich, den EC Lauterbach, die GEC Ritter Nordhorn, die Moskitos Essen, den EHC Timmendorfer Strand 06, die Crocodiles Hamburg, den EV Pegnitz und den ERV Schweinfurt auf. Nach der Saison 2019/20 beendete er seine Karriere. 

## Erfolge und Auszeichnungen
- 2009 Aufstieg in die Oberliga mit dem EHC Dortmund

## Karrierestatistik
(Legende zur Spielerstatistik: Sp oder GP = absolvierte Spiele; T oder G = erzielte Tore; V oder A = erzielte Assists; Pkt oder Pts = erzielte Scorerpunkte; SM oder PIM = erhaltene Strafminuten; +/− = Plus/Minus-Bilanz; PP = erzielte Überzahltore; SH = erzielte Unterzahltore; GW = erzielte Siegtore; 1 Play-downs/Relegation; Kursiv: Statistik nicht vollständig)